# Visconde de Miragaia
Visconde de Miragaia é um título nobiliárquico criado por D. Maria II de Portugal, por Decreto de 21 de Maio e Carta de 1 de Junho de 1844, em favor de Bernardo Pinto Gonçalves da Silva.
Titulares
1. Bernardo Pinto Gonçalves da Silva, 1.º Visconde de Miragaia.